# Estádio Shonan BMW Hiratsuka
Estádio Shonan BMW Hiratsuka é um estádio multiesportivo situado em Hiratsuka, Kanagawa, Japão. É usado prioritariamente para partidas de futebol, onde o clube Shonan Bellmare joga como local. O estádio tem uma capacidade de 15.380 pessoas.